# Антигуа и Барбуда на летних Олимпийских играх 1992
Антигуа и Барбуда принимали участие в Летних Олимпийских играх 1992 года в Барселоне (Испания) в четвёртый раз за свою историю, но не завоевали ни одной медали. Сборную страны представляли четыре женщины и девять мужчин.

## Состав и результаты

### Лёгкая атлетика
Мужчины
Беговые дисциплины
| Спортсмен     | Соревнование | Предварительный раунд | Предварительный раунд | Четвертьфинал | Четвертьфинал | Полуфинал | Полуфинал | Финал     | Финал     |
| Спортсмен     | Соревнование | Результат             | Место                 | Результат     | Место         | Результат | Место     | Результат | Место     |
| ------------- | ------------ | --------------------- | --------------------- | ------------- | ------------- | --------- | --------- | --------- | --------- |
| Кенмор Хьюз   | 200 м        | 22.18                 | 67                    | Не прошёл     | Не прошёл     | Не прошёл | Не прошёл | Не прошёл | Не прошёл |
| Кенмор Хьюз   | 400 м        | 48.56                 | 56                    | Не прошёл     | Не прошёл     | Не прошёл | Не прошёл | Не прошёл | Не прошёл |
| Дейл Джонс    | 800 м        | 1:50.43               | 32                    | н/д           | н/д           | Не прошёл | Не прошёл | Не прошёл | Не прошёл |
| Рубен Эпплтон | 1500 м       | 4:02.99               | 44                    | н/д           | н/д           | Не прошёл | Не прошёл | Не прошёл | Не прошёл |

Женщины
Беговые дисциплины
| Спортсмен        | Соревнование | Предварительный раунд | Предварительный раунд | Четвертьфинал | Четвертьфинал | Полуфинал | Полуфинал | Финал     | Финал     |
| Спортсмен        | Соревнование | Результат             | Место                 | Результат     | Место         | Результат | Место     | Результат | Место     |
| ---------------- | ------------ | --------------------- | --------------------- | ------------- | ------------- | --------- | --------- | --------- | --------- |
| Хизер Самуэль    | 100 м        | 11.76                 | 34                    | Не прошла     | Не прошла     | Не прошла | Не прошла | Не прошла | Не прошла |
| Хизер Самуэль    | 200 м        | 24.09                 | 31 Q                  | 24.12         | 31            | Не прошла | Не прошла | Не прошла | Не прошла |
| Чармейн Гилджоус | 400 м        | 55.48                 | 35                    | Не прошла     | Не прошла     | Не прошла | Не прошла | Не прошла | Не прошла |

### Велоспорт

#### Шоссейный велоспорт
Мужчины
| Спортсмен     | Соревнование              | Результат      | Место          |
| ------------- | ------------------------- | -------------- | -------------- |
| Нил Ллойд     | групповая шоссейная гонка | Не финишировал | Не финишировал |
| Роберт Марш   | групповая шоссейная гонка | Не финишировал | Не финишировал |
| Роберт Питерс | групповая шоссейная гонка | Не финишировал | Не финишировал |

#### Трековый велоспорт
Гонка преследования
| Роберт Питерс | индивидуальная гонка преследования | Обогнан |  | Не прошёл | Не прошёл | Не прошёл | Не прошёл | Не прошёл | Не прошёл |

Испытания на время
| Спортсмен | Соревнование              | Результат | Место |
| --------- | ------------------------- | --------- | ----- |
| Нил Ллойд | гит с места на 1 километр | 1:14.816  | 31    |

Гонки по очкам
| Спортсмен | Соревнование   | Предварительный раунд | Предварительный раунд | Финал     | Финал     |
| Спортсмен | Соревнование   | Результат             | Место                 | Результат | Место     |
| --------- | -------------- | --------------------- | --------------------- | --------- | --------- |
| Нил Ллойд | гонка по очкам | Не финишировал        | Не финишировал        | Не прошёл | Не прошёл |

### Парусный спорт
Мужчины
| Спортсмен          | Класс         | Гонка | Гонка | Гонка | Гонка | Гонка | Гонка | Гонка | Гонка | Гонка | Гонка | Очки | Место |
| Спортсмен          | Класс         | 1     | 2     | 3     | 4     | 5     | 6     | 7     | 8     | 9     | 10    | Очки | Место |
| ------------------ | ------------- | ----- | ----- | ----- | ----- | ----- | ----- | ----- | ----- | ----- | ----- | ---- | ----- |
| Тай Броди          | Lechner A-390 | 40    | 41    | 39    | DNC   | 40    | 40    | DNC   | 43    | 43    | DNC   | 430  | 43    |
| Франклин Брейтвейт | Финн          | 28    | 25    | 23    | 24    | 27    | 28    | 24    | н/д   | н/д   | н/д   | 187  | 27    |

Женщины
| Спортсмен  | Класс  | Гонка | Гонка | Гонка | Гонка | Гонка | Гонка | Гонка | Очки | Место |
| Спортсмен  | Класс  | 1     | 2     | 3     | 4     | 5     | 6     | 7     | Очки | Место |
| ---------- | ------ | ----- | ----- | ----- | ----- | ----- | ----- | ----- | ---- | ----- |
| Карен Порч | Европа | 19    | 24    | 18    | 23    | 22    | 20    | 22    | 160  | 23    |

Открытый класс
| Спортсмен                     | Класс    | Гонка | Гонка | Гонка | Гонка | Гонка | Гонка | Гонка | Очки | Место |
| Спортсмен                     | Класс    | 1     | 2     | 3     | 4     | 5     | 6     | 7     | Очки | Место |
| ----------------------------- | -------- | ----- | ----- | ----- | ----- | ----- | ----- | ----- | ---- | ----- |
| Паола Виктория Карло Фальконе | Звёздный | 25    | 25    | 21    | 26    | 17    | 25    | 21    | 170  | 24    |